# Aqui na Band
Aqui na Band foi um programa de variedades brasileiro exibido pela Band que estreou no dia 27 de maio de 2019, às 9 horas da manhã, e durou até 18 de setembro de 2020, inspirado nos formatos de programas como o Hoje em Dia, da RecordTV, e os programas de variedades da Rede Globo, mesclando jornalismo com entretenimento e prestação de serviços.

## Equipe

### Apresentadores
- Silvia Poppovic (2019–abril 2020)
- Luís Ernesto Lacombe  (2019–junho 2020)
- Nathalia Batista (abril–junho 2020)
- Maiara Bastianello (junho–setembro 2020)

### Colunistas
- Veruska Boechat  (Doce Veruska) (2019–20)
- Nathalia Batista (Sobe ou Desce? e Tudo Sobre Moda) (2019–20)
- Nana Rude (Universo das Celebridades) (2019–20)
- Luiza Hoffmann (Culinária) (2019–20)
- Fernando Gomes (E Agora Doutor?) (2019–20)
- Sérgio Tannuri (Direito do Consumidor) (2019–20)
- Gabriela Mansur (Direito de Família) (2019–20)
- Ana Paula Gimenez (Direito de Família) (2019–20)
- Geraldo Alckmin (Saúde) (2019–20)
- Dalton Rangel (Culinária) (2020)
- Tatí Presser (Discutindo a Relação) (2020)

### Repórteres
- Mônica Simões (2019–20)
- Roberta Scherer (2019–20)
- João Paulo Vergueiro (2019–20)

## Quadros que foram exibidos

### E Agora, Doutor?
Trazia informações e dicas de saúde com o doutor Fernando Gomes e especialistas, contando sempre com a participação do público.

### Direito do Consumidor
Quadro onde Sérgio Tannuri trazia informações para ajudar os consumidores a garantirem seus direitos.

### Doce Veruska
Este é um quadro comandado comandado por Veruska Boechat, viúva de Ricardo Boechat, com temas carinhosos de família e histórias emocionantes de pessoas batalhadoras.

### Sobe ou Desce?
Este é um quadro de Moda comandado pela consultora Nathalia Batista, que apresentava looks de celebridades brasileiras e respondia se alguma coisa estava certa ou errada.

### Tudo Sobre Moda
Outro quadro comandado por Nathalia Batista, mas que trazia dicas para as mulheres comuns, assim como homens, poderem se vestir melhor.

### Universo das Celebridades
Quadro comandado pelo influenciador Nana Rude, apresentava as notícias mais quentes dos famosos e trazia tops sobre os mimos deles.

### Internet News
Trazia os vídeos que estão estourando na rede.

### 10 fatos que marcaram minha vida
Quadro que recebia grandes personalidades para rever momentos que marcaram suas vidas.

### Discutindo a Relação
Quadro que mostrava dicas para melhorar o relacionamento amoroso, com a doutora Tati Presser.

### Culinária
Quadro apresentado por Luiza Hoffman (2019-20) e Dalton Rangel (2020), que mostrava várias receitas fáceis e econômicas, da entrada à sobremesa.

## Produção

### Língua de sinais
Aqui na Band foi o primeiro programa da TV aberta a fornecer um importante canal de comunicação através da utilização da Língua Brasileira de Sinais (Libras).
De segunda a sexta-feira, uma equipe coordenada pelo tradutor e intérprete Andrey Cruz irá traduzir o que é tratado na atração do início ao fim.
Em entrevista ao Portal da Band, ele admitiu que esta é uma grande conquista: "Hoje nós temos cerca de 10 milhões de pessoas surdas no Brasil. Segundo o último Censo, quase 25% da população tem alguma deficiência. A Band é a primeira televisão aberta a ter um programa de entretenimento com língua de sinais diariamente, durante duas horas", celebrou.

### Reformulações
No dia 5 de agosto de 2019, devido a estreia do boletim jornalístico #Informei, o Aqui na Band perdeu 10 minutos de sua duração original e passou a terminar as 10:50 da manhã. Depois, passou a ir até as 10:55, mas voltou ao tempo de arte original depois.
Em 4 de fevereiro de 2020, a chef Luiza Hoffmann foi substituída por Dalton Rangel. No dia 24 de abril, devido a crise causada pela pandemia de COVID-19, a Band anuncia a demissão da apresentadora Silvia Poppovic e dos colunistas Dr. Fernando Gomes, Nana Rude e Dr. Sérgio Tannuri. Nathalia Batista, esposa do diretor da atração, assume o programa.
Em 25 de junho, a Band anuncia uma reformulação no formato e o desligamento de Lacombe, Nathalia e do diretor Vildomar Batista, tanto por insatisfação pela baixa audiência, quanto pelas temáticas políticas que estavam sendo abordadas pelos apresentadores dentro de um programa que deveria ser unicamente de entretenimento. Em 1 de julho, o programa passa a ser comandado por Dalton Rangel, apresentando receitas e matérias especiais e pela jornalista Maiara Bastianello, com as notícias do dia direto da redação.

### Extinção
Em 9 de julho de 2020, Zeca Camargo, recém contratado na Band, anuncia que estava produzindo um novo programa para faixa matutina, o qual seria apresentado por Mariana Godoy, porém a atração acabou sendo lançada na faixa noturna e o Aqui na Band substituido a partir de 21 de setembro de 2020 pelo programa culinário The Chef com Edu Guedes.

## Controvérsia
Disseminação de desinformação sobre a pandemia
Segundo o balanço do Radar Aos Fatos de 26 de fevereiro de 2021, o Aqui na Band  e programas de outros veículos de comunicação ajudaram a impulsionar desinformação sobre a pandemia de Covid-19 ao publicar entrevistas com médicos no YouTube  defendendo drogas sem eficiência comprovada ou com críticas ao uso de máscaras.